# Highway 749
Highway 749 ist eine vom israelischen Militär in Bau befindliche Trasse im Gazastreifen. Die befestigte Straße durch den Küstenstreifen verläuft quer durch den Gazastreifen.
Der „Highway“ wird vom israelischen Engineering Corps erbaut und wird durch den Streifen südlich von Gaza-Stadt führen. Es wurde eine Pufferzone von einem Kilometer nördlich und südlich des Highway ausgewiesen, wobei die Einheit 601 des Engineering Corps mit dem Abriss der umliegenden Gebäude beauftragt wurde.
Die Straße führt von Nahal Oz westwärts durch den Gazastreifen auf das Meer zu.
Mit dem Projekt wird Gaza in dem Bereich, in dem sich Menschen aufhalten können, kleiner.